# Сталева гітара

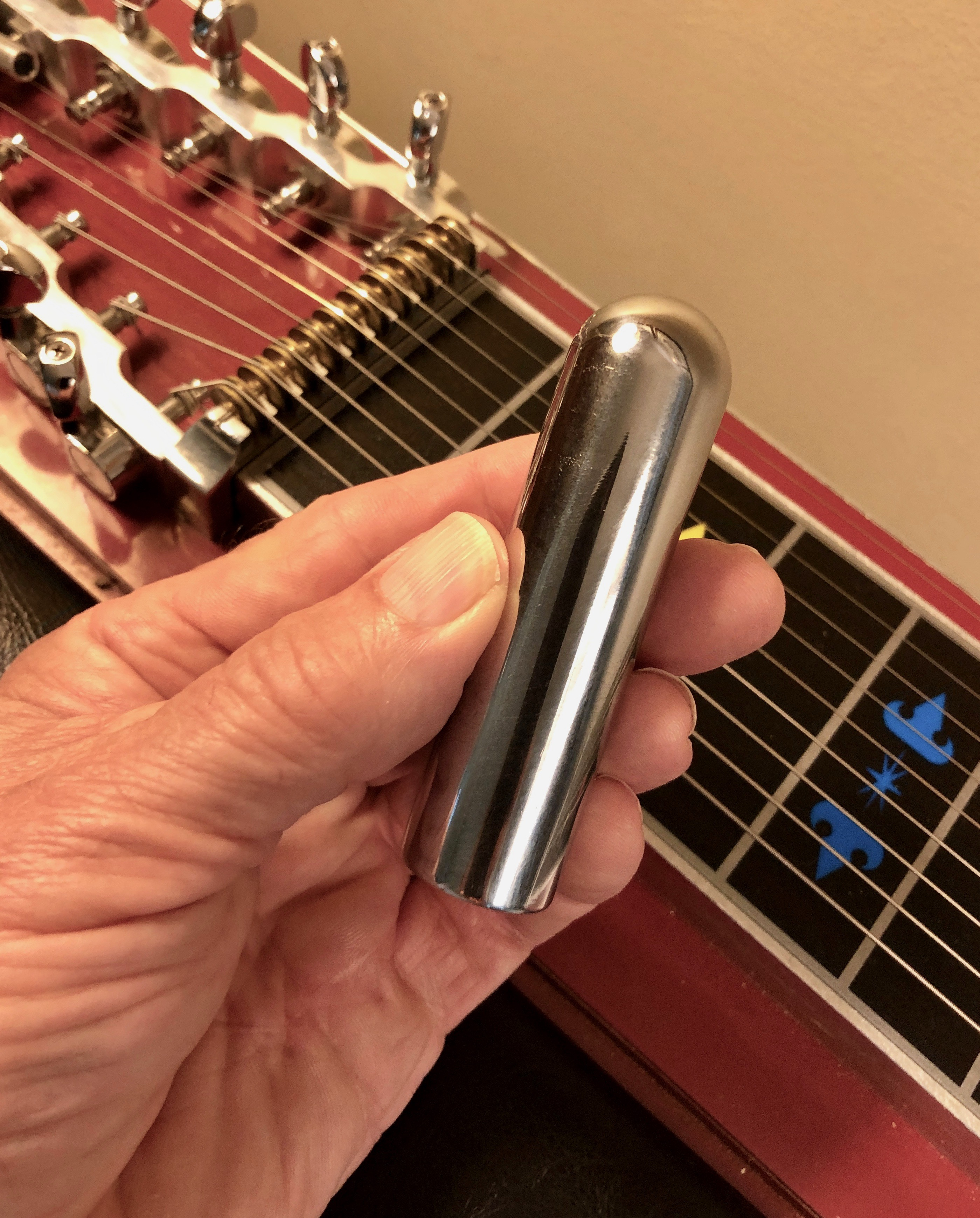
Сталевий брусок (Steel bar) для гри на наколінній сталевій гітарі

Стале́ва гіта́ра (англ. steel guitar) або гава́йська гіта́ра (нім. Hawaiigitarre) — загальна назва для гітар, на яких грають брусами або трубочками зі сталі. Має такі різновиди: наколінна сталева гітара, педальна сталева гітара, слайд-гітара.

## Історія
Це спосіб гри, а також тип гітар для такої гри, розроблений на гавайських островах на рубежі XIX—XX століть, під впливом іберійських іммігрантів скрипалів. Сталеві (гавайські) гітари подібні до стандартних гітар. На сталевій гітарі грають поклавши її горизонтально на коліна. Музикант однією рукою видобуває звук за допомогою медіатора або пальців, а інша рука змінює тональний сигнал за допомогою металевого «сталевого» (англ. steel) бруска, звідси й назва, часто брусок замінюють на трубку зі скла або інших матеріалів. Окрім спеціально сконсруйованих для цієї техніки гітар (колінної сталевої та педальної сталевої гітар) можна використовувати звичайну гітару зі сталевими струнами, або так звану резонаторну гітару.

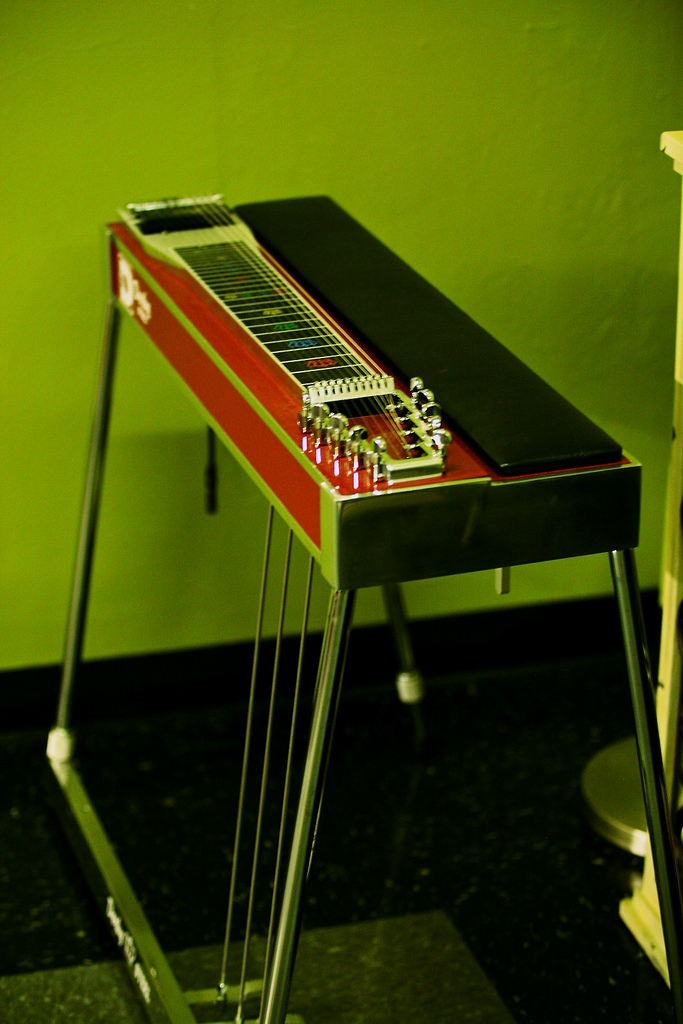
Педальна сталева гітара. На ній традиційно грають сталевим бруском, як на наколінній сталевій гітарі

Сталева (гавайська) гітара стала частиною американської музичної традиції, що стосується таких жанрів як блюз, кантрі, вестерн, свінг, і гавайська музика. У 30-х, 40-х роках ХХ століття вона звучала в багатьох голлівудських фільмах, таких як наприклад «Гонолулу».

## Способи гри стилем «сталева гітара»

### За видом гітар
- На наколінній сталевій гітарі (англ. lap steel guitar) для гри на колінах (звідси і назва).
- На педальній сталевій гітарі (англ. Pedal steel guitar) для гри у положенні «як за фортепіано».
- На резонаторній гітарі.
- На звичайній з металевими струнами.

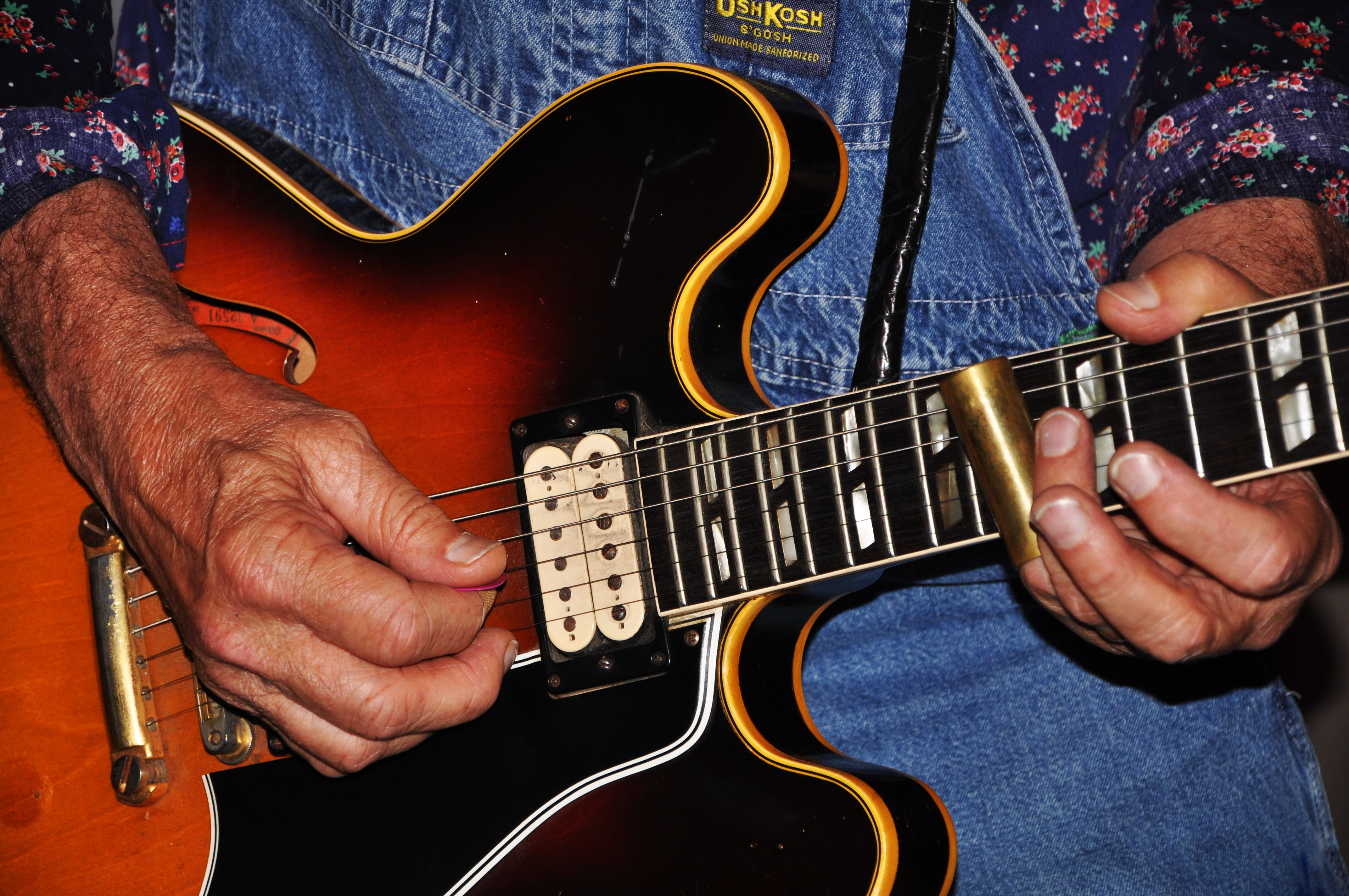
Гра на звичайній напівакустічній гітарі медіатором і металевим слайдом

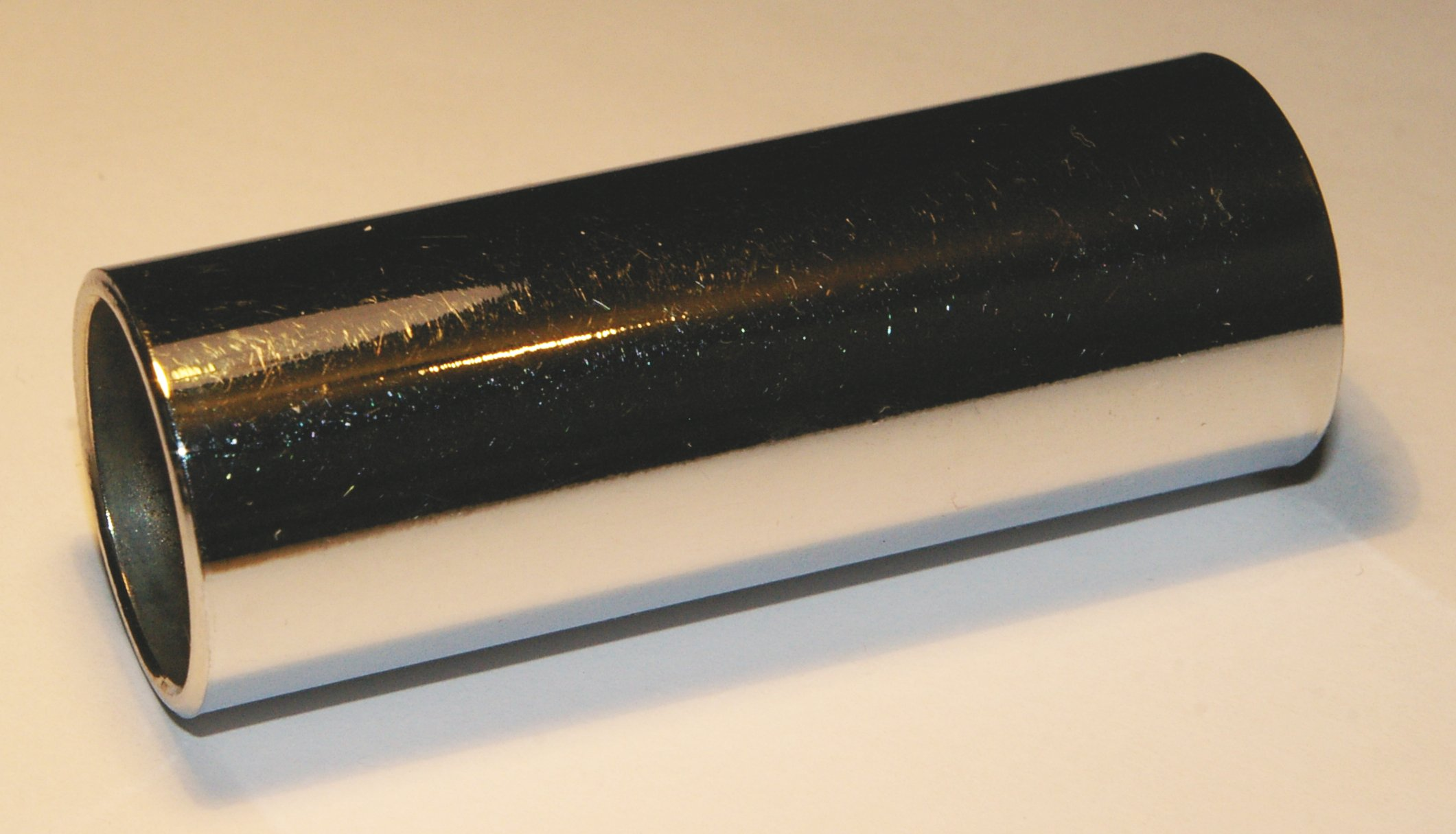
Слайд для гри на сталевій гітарі зроблений з куска труби

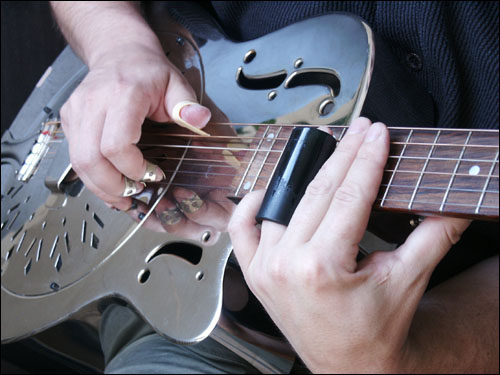
Гра на резонаторній гітарі. На ліву руку одягнена шийка від пляшки вина зі згладженим краєм відко́лу. На праву — «штучні кігті»

Можуть грати як на акустичних гітарах будь-якого перерахованого вище виду, так і на їх електроаналогах.

### За способом гри лівої руки
- Спеціальним бруском (англ. steel bar).
- Слайдом (англ. slide, тобто «річ, що ковзає»), часто використовують відбиту від винної пляшки шийку, шматок труби. Трубку одягають на один із пальців лівої руки. Функція слайда, як видно із назви, — ковзати по струнах, тому інколи цю функцію виконують будь-які предмети, що є під рукою, — ручка ножа, запальничка і т. д.

### За положенням гітари
- Гітара нижньою дейкою лежить на колінах виконавця, гриф паралельний полу. Права рука грає пальцями, ліва використовую сталевий брусок, шийку пляшки, обрізок труби. Найчастіше — сталевий брусок. Цей стиль гри називають «наколінна сталева гітара» (англ. lap steel guitar). Використовують як звичайну шестиструнну гітару з металевими струнами, так і спеціальну гавайську гітару для такої гри (з потовщеним грифом знизу, меншим корпусом).
- У положенні сидячи, «як на фортепіано». Для цього стилю гри використовують так звані «педальні сталеві гітари» (англ. lap steel guitar).
- Гітара у звичайному положенні (нижня дека притуляється до корпуса виконавця). Права рука грає або пальцями, або медіатором, ліва використовує слайд. Найчастіше — шийку пляшки або обрізок труби,  яку одягають на один із пальців лівої руки і використовують як брусок в описаних способах вище (водять по струнах вгору-вниз).

### За способом гри правої руки
- Пальцями.
- Пальцями з одягненими на них «кігтями» (як під час гри на банджо) для більшої гучності.
- Медіатором.

Перші 2 способи характерні для гри у положенні «на колінах» та «як на фортепіано». Медіатором найчастіше грають у традиційній позиції гітариста (нижня дека до живота).